# Leoncin (gmina)
Pour les articles homonymes, voir Leoncin.
Leoncin est une gmina rurale (gmina wiejska) de la powiat de Nowy Dwór Mazowiecki, dans la Voïvodie de Mazovie, dans le centre-est de la Pologne.
Son siège administratif (chef-lieu) est le village de Leoncin, qui se situe environ 12 kilomètres au sud-ouest de Nowy Dwór Mazowiecki (siège de la powiat) et 37 kilomètres au nord-ouest de Varsovie (capitale de la Pologne).
La gmina couvre une superficie de 158,84 km2 pour une population de 5 092 habitants en 2006.

## Histoire
De 1975 à 1998, la gmina est attachée administrativement à la voïvodie de Varsovie.

Depuis 1999, elle fait partie de la voïvodie de Mazovie.

## Géographie
La gmina inclut les villages et localités de :

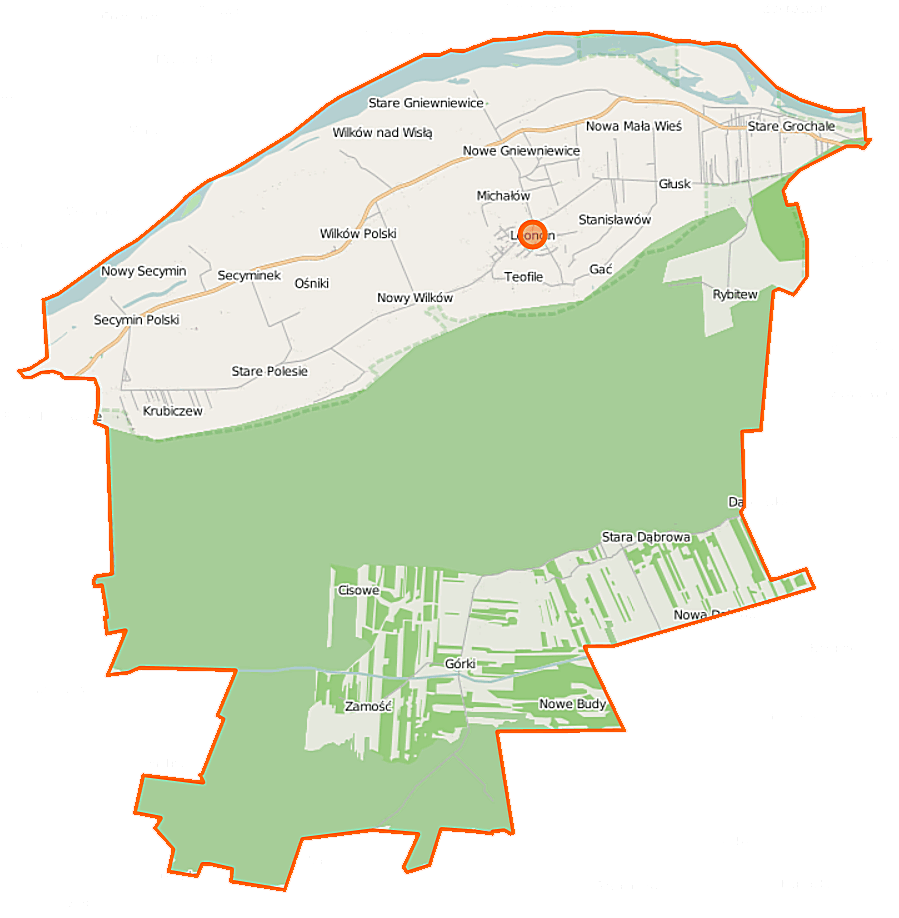
Plan de la gmina

- Cisowe
- Gać
- Głusk
- Gniewniewice Folwarczne
- Górki
- Krubiczew
- Leoncin
- Mała Wieś przy Drodze
- Michałów
- Nowa Dąbrowa
- Nowa Mała Wieś
- Nowe Budy
- Nowe Gniewniewice
- Nowe Grochale
- Nowe Polesie
- Nowiny
- Nowy Secymin
- Nowy Wilków
- Ośniki
- Rybitew
- Secymin Polski
- Secyminek
- Stanisławów
- Stara Dąbrowa
- Stare Gniewniewice
- Stare Grochale
- Stare Polesie
- Teofile
- Wilków nad Wisłą
- Wilków Polski
- Wincentówek
- Zamość

### Gminy voisines
La gmina de Leoncin est voisine des gminy suivantes :
- Brochów
- Czerwińsk nad Wisłą
- Czosnów
- Kampinos
- Leszno
- Zakroczym

## Structure du terrain
D'après les données de 2005, la superficie de la commune de Leoncin est de 158,84 km2, répartis comme tel :
- terres agricoles : 38%
- forêts : 50%

La commune représente 22,97% de la superficie du powiat.

## Démographie
Données du 30 juin 2004 :
| Description        | Total  | Total | Femmes | Femmes | Hommes | Hommes |
| ------------------ | ------ | ----- | ------ | ------ | ------ | ------ |
| Unité              | Nombre | %     | Nombre | %      | Nombre | %      |
| Population         | 5 082  | 100   | 2 561  | 50,4   | 2 521  | 49,6   |
| Densité (hab./km²) | 32     | 32    | 16,1   | 16,1   | 15,9   | 15,9   |